# Hochwurzen
Die Hochwurzen ist ein 1850 m ü. A. hoher Berg am nördlichen Rand der Schladminger Tauern über dem Ennstal.
Der Berg gehört zu der Schladminger Skischaukel Schladming-Dachstein, ist damit Teil des Skiverbunds Amadé und der Urlaubsregion Schladming–Dachstein. Auf dem Gipfel steht die Hochwurzenhütte, ein Alpenvereins-Vertragshaus, ehemals im Besitz der Sektion Schladming des Österreichischen Alpenvereins.
Seit 1999 wird jährlich auf der Hochwurzen der Hochwurzen-Berglauf ausgetragen.

## Wintersport
Auf der Hochwurzen gibt es im Winter Skipisten in allen Schwierigkeitsgraden, Skischulen, mehrere Skihütten sowie eine 7 km lange Naturrodelbahn, die zu den längsten präparierten Rodelbahnen Österreichs gehört. In Schladming besteht eine gemeinsame Talstation mit dem Skigebiet Planai, in Pichl mit dem Skigebiet Reiteralm.

## Unfall
Am 22. Jänner 1984 kam es bei einem Benefiz-Skirennen zu einem schweren Unfall. Der österreichische Skirennläufer Josef „Sepp“ Walcher aus Schladming verunglückte tödlich.